# Stephanollona arborescens
Stephanollona arborescens is een mosdiertjessoort uit de familie van de Phidoloporidae. De wetenschappelijke naam van de soort is voor het eerst geldig gepubliceerd in 2010 door Vieira, Gordon, Souza & Haddad.